# Wallace W. Farris Jr.

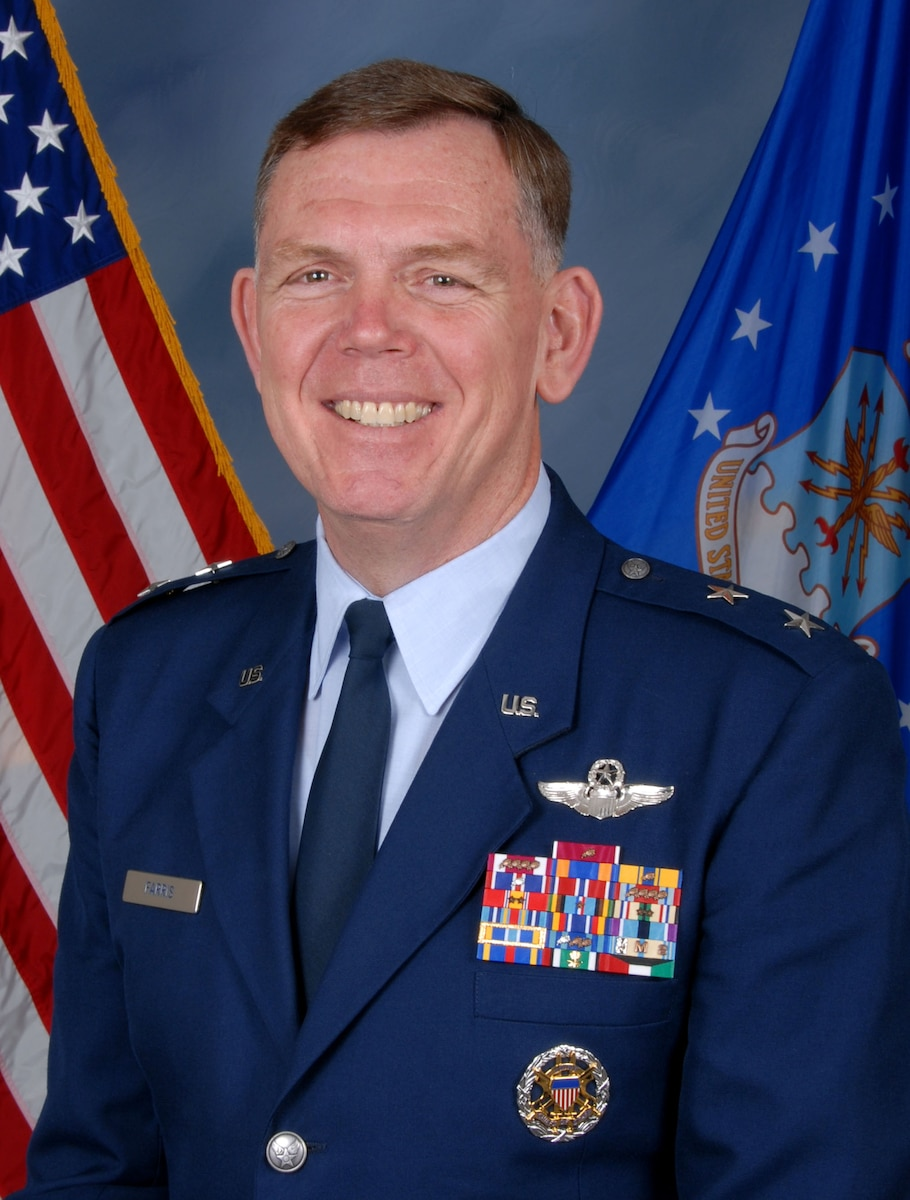
Wallace W. Farris Jr

Wallace W. Farris Jr (* um 1952 in Tuscaloosa, Tuscaloosa County, Alabama) ist ein pensionierter Generalmajor der United States Air Force. Er war unter anderem Kommandeur der 22. Luftflotte (Twenty Second Air Force).
Über das ROTC-Programm der University of Alabama gelangte er im Jahr 1974 in das Offizierskorps der United States Air Force. Dort durchlief er anschließend alle Offiziersränge vom Leutnant bis zum Zwei-Sterne-General.
Im Lauf seiner militärischen Karriere absolvierte er verschiedene Kurse und Schulungen. Dazu gehörten unter anderem eine Ausbildung zum Kampfpiloten und weitere Fortbildungskurse als Pilot neuer Flugzeugtypen; die Squadron Officer School auf der Maxwell Air Force Base in Alabama sowie das Air Command and Staff College und das Air War College, ebenfalls auf der Maxwell AFB. Außerdem erhielt er akademische Grade von der Harvard Kennedy School und der Ashford University in Clinton in Iowa.
In seinen frühen Jahren als Offizier der Luftwaffe war er an verschiedenen Stützpunkten in den Vereinigten Staaten stationiert. Dabei war er als Pilot, Flugausbilder oder Stabsoffizier bei unterschiedlichen Einheiten tätig. Dazwischen absolvierte er die erwähnten Schulungen. Später diente er in Reserveeinheiten der Air Force. Zwischen September 1990 und Juni 1991 nahm er am Zweiten Golfkrieg teil.
Zwischen Januar 2001 und August 2003 kommandierte Wallace Faris auf der Niagara Falls Air Reserve Base im Bundesstaat New York als Oberst das 914. Transportgeschwader (914th Airlift Wing), das der 22. Luftflotte unterstand. Anschließend wurde er auf die Westover Air Reserve Base in Massachusetts versetzt, wo er zwischen August 2003 und Juni 2008 das 439. Transportgeschwader (439th Airlift Wing) kommandierte das ebenfalls der 22. Luftflotte unterstand. Zwischen Januar und Juni 2006 war diese Tätigkeit durch eine Versetzung in den Nahen Osten unterbrochen, wo er als Stabsoffizier beim Combined Air Operations Center eingesetzt war.
Als Nächstes wurde Wallache Farris zum Stab der Joint Chiefs of Staff versetzt, dem er in unterschiedlichen Funktionen zwischen Juni 2008 und September 2010 angehörte. Danach wurde er zur Robins Air Force Base in Georgia beordert. Zwischen September 2010 und September 2011 leitete er dort die Stabsabteilung für Luft- und Raumoperationen (Air, Space and Information Operations) des Air Force Reserve Commands. Am 16. September 2011 übernahm er auf der Dobbins Air Force Reserve Base in Georgia als Nachfolger von James T. Rubeor den Oberbefehl über die 22. Luftflotte. Dieses Amt bekleidete er bis zum Oktober 2013, als Mark A. Kyle seine Nachfolge antrat. Anschließend schied er aus dem Militärdienst aus.
Während seiner aktiven Zeit als Militärpilot absolvierte er über 9300 Flugstunden auf verschiedenen Flugzeugtypen.

## Daten der Beförderungen
| Abzeichen | Rang               | Jahr             |
| --------- | ------------------ | ---------------- |
|           | Second Lieutenant  | 5. Juni 1974     |
|           | First Lieutenant   | 9. Oktober 1976  |
|           | Captain            | 29. Oktober 1978 |
|           | Major              | 12. Mai 1988     |
|           | Lieutenant Colonel | 16. Juni 1994    |
|           | Colonel            | 10. Mai 1999     |
|           | Brigadier General  | 30. März 2006    |
|           | Major General      | 2. Februar 2010  |

## Orden und Auszeichnungen
Wallace Farris erhielt im Lauf seiner militärischen Laufbahn unter anderem folgende Auszeichnungen:
- Defense Superior Service Medal
- Legion of Merit
- Meritorious Service Medal
- Air Medal
- Air Force Commendation Medal
- Air Force Outstanding Unit Award
- Kuwait Liberation Medal (Saudi-Arabien)
- Kuwait Liberation Medal (Kuwait)